# Особистість

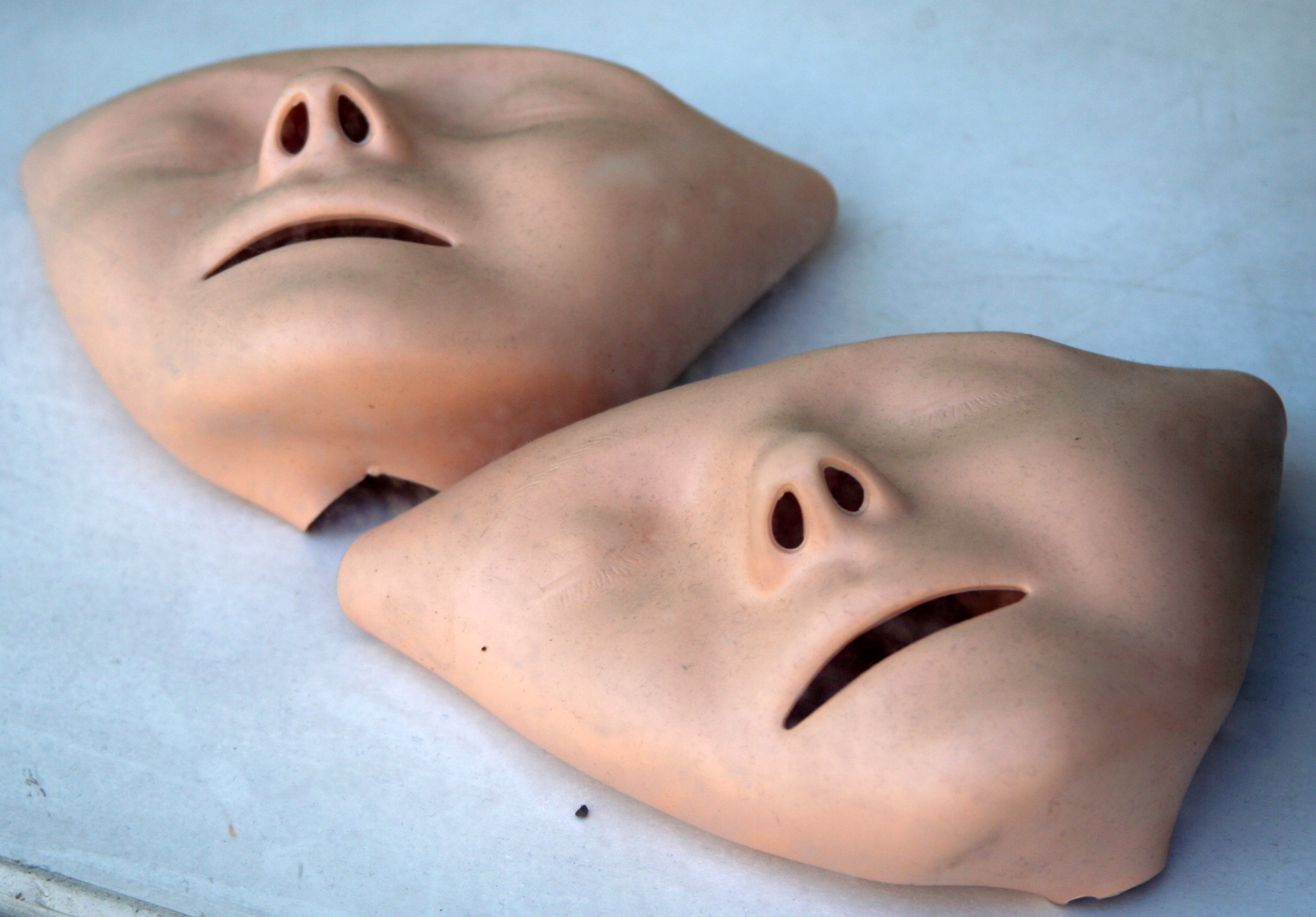
Особистість іноді була представлена символом маски.

Особистість — віддзеркалення соціальної природи людини, розгляду її як індивідуальності та суб'єкта соціокультурного життя, що розкривається в контекстах соціальних взаємин, спілкування і предметної діяльності; соціально зумовлена система психічних якостей індивіда, котра визначається залученістю людини до певних суспільних, культурних, історичних відносин.
Під «особистістю» розуміють стійку систему соціально значущих рис, що характеризують особу як члена того чи іншого суспільства або спільноти. Поняття «особистість» визначає суспільну сутність людини, пов'язану із засвоєнням різноманітного виробничого і духовного досвіду суспільства. Деякі теорії особистості не враховують біологічні особливості людини, інші, приміром, фрейдизм, надають біологічним чинникам визначального значення. Більш виваженим, є тлумачення особистості як динамічної єдності біологічного та соціального.
Не слід змішувати розуміння «особистості» та «особи». Під особою розуміють людського індивіда як суб'єкта відносин і свідомої діяльності. Ці два судження — особа як цілісність людини (лат. persona) і особистість як її соціальний та психологічний образ (лат. personalitas) — термінологічно цілком різні.

## Визначення особистості
Особистість — типовий спосіб людини, сприймати, мислити та діяти. Зважаючи на те, що особистість типова, вона досить стала у часі. Соціальна поведінка стосується почуттів, думок чи дій людини стосовно інших осіб. Ці два визначення мають дуже тісний взаємозв'язок. Знання чогось про особистість людини, повинно дозволяти психологам передбачати її соціальну поведінку. Так само, знання про соціальну поведінку людини, повинно давати підказки про деякі ознаки її особистості. Іншими словами, особистісна та соціальна поведінка індивіда, впливають одна на одну, і знання про одне, дозволяє зробити висновки про інше.
Люди схильні описувати інших з точки зору особистісних ознак. Майже 20 000 англійських слів може бути використано для опису людини. Наприклад, людей можна назвати товариськими або сором'язливими, вольовими або покірними, сумлінними або необережними тощо. Люди можуть мати різні особистісні ознаки; отже, можна групувати людей на основі цих характеристик. Історія вивчення особистості психологами охоплювала кілька спроб розробки систем, які допомогли б класифікувати людей за їх особистостями. Стародавні греки вперше спробували змалювати повний спектр особистостей за допомогою типів. Існували чотири типи особистості (залежно від того, яка з ознак їх вдачі, була переважною): веселі, дратівливі, пригнічені і неемоційні. У минулому XX столітті, особистість також, визначали на основі трьох різних типів статури: ендоморф був пухким, веселим і розслабленим; ектоморф був худим, неспокійним і нетовариським; і мезоморф був м'язистим, впевненим та активним.

## Розуміння особистості в філософії

### Історія розвитку поглядів на особистість
- У ранньохристиянський період великі каппадокійці (насамперед Григорій Ніський і Григорій Богослов) ототожнили терміни «іпостась» і «обличчя» (до них судження «особа» в богослов'ї та філософії було описовим, ним могли називати маску актора або юридичну роль, яку виконувала людина). Наслідком цього ототожнення стало виникнення нового поняття «особистість», невідомого раніше в античному світі.
- У середньовічній філософії особистість розумілася як сутність Бога
- У новоєвропейської філософії особистість розумілася як громадянин
- У філософії романтизму особистість розумілася як герой.

### Сучасні концепції особистості

#### Персоналізм
Згідно з логікою персоналізму, існування індивіда вплетене в складну мережу суспільних взаємин, підпорядковане соціальним змінам, усуває для нього можливість затвердити своє власне, неповторне «Я». Тому необхідно розрізняти розуміння індивіда і особистості. Людина як частина роду (Homo Sapiens), як частина суспільства, є індивід. Про таку людину — біологічного чи соціального «атома» — нічого не відомо. Він анонім (за висловом К'єркегора) — лише елемент, частина, що визначається співвідношенням з цілим. Людина як особистість, може затвердити себе лише шляхом вільного волевиявлення, за допомогою волі, яка долає і обмеженість життя людини, і соціальні перегородки, ніби зсередини людини. У сфері ідей персоналізму розвивається тенденція, яка потім стане заповіддю екзистенціалізму — твердження про принципову ворожість суспільства і особистості.
16 Особистісних Факторів
Нещодавно, в «16 Особистісних Факторів» (16 ОФ) Реймонда Кеттела, запропоновано спосіб класифікувати людей за 16-а показниками особистості. 16 ОФ охоплює такі риси: теплоту, кмітливість (інтелект), емоційну стійкість, домінування, жвавість, усвідомлення правил (відповідальність), соціальну сміливість, чутливість, пильність (підозріливість), абстрактність (образність), приватність, боязкість, відкритість до змін, самостійність, перфекціонізм та напруженість. Щоби змалювати особистість людини цілком, їй може бути надано оцінку стосовно того, яким фактором особистості він чи вона володіє. Натомість найпоширеніший спосіб міркування про особистість — з точки зору особистісних рис Великої П'ятірки. Ці риси особистості схожі на 16 ОФ, але їх об'єднано в меншу кількість категорій. Ці риси передбачають: екстраверсію, невротизм (емоційну нестабільність), сумлінність, згідність та відкритість до досвіду (неупередженість). Опис людини в кожному з цих п'яти вимірів, може вважатися достатнім, щоби дати іншій людині добре зрозуміти, якого типу особистістю, вона є. Риси особистості впливають на поведінку людей. Тому, якщо людей змальовують як екстравертів, вони можуть бути товариськими у групах. Якщо люди сумлінні, вони, як очікується, будуть працьовитими. Якщо люди невротичні, вони можуть мати схильність до тривоги.

### Атрибути особистості
- Воля
- Свобода
- Розум
- Почуття

## Тлумачення особистості в психології
У сучасній психології нараховують десятки теорій особистості. Допарадигмальний характер психології не дає достатніх підстав визначити, яка з них є правдивою. С. Л. Рубінштейн зазначав, що особистості характерний такий рівень психічного розвитку, який дозволяє їй свідомо керувати власною поведінкою і діяльністю. Суть особистості, за К. Роджерсом, виражає її самосвідомість, суб'єктивність, здатність діяти свідомо і відповідально.
Отже, особистістю можна назвати людину, яка досягла такого рівня соціального розвитку і самосвідомості, який дозволяє їй знаходити і обирати серед цінностей культури особистісні смисли, самостійно виконувати відповідну перетворювальну діяльність, свідомо і відповідально здійснювати саморегуляцію діяльності й поведінки.
Особистість є категорією і предметом вивчення психології особистості. Особистість з точки зору психології — це сукупність вироблених звичок і уподобань, психічний настрій і тонус, соціокультурний досвід та набуті знання, набір психофізичних рис та особливостей людини, її архетип, що визначають повсякденну поведінку і зв'язок з суспільством і природою. Також особистість спостерігається як прояв «поведінкових масок», вироблених для різних ситуацій та соціальних груп взаємодії.

### Сукупність стійких компонентів особистості
Особистість характеризують такі ознаки:
- розумність (визначає рівень інтелектуального розвитку);
- відповідальність (рівень розвитку почуття відповідальності, уміння керувати своєю поведінкою, аналізувати свої вчинки і відповідати за них);
- свобода (здатність до автономної діяльності, прийняття самостійних рішень);
- особиста гідність (визначається рівнем вихованості, самооцінки);
- індивідуальність (несхожість на інших).

Особистість визначають:
- неповторні фізичні якості,
- психічні процеси,
- темперамент,
- характер,
- здібності,
- мотивація
- потреби,
- інтереси.

### Особистість, індивід та індивідуальність
- Індивід ототожнює загальні властивості людини як організму.
- Індивідуальність ототожнює специфіку окремої людини, причому специфіка ця може мати спадковий чи випадковий характер.
- Особистість — підсумок процесу виховання і самовиховання. «Особистістю не народжуються, а стають» О. М. Леонтьєв. Діти не мають особистості, оскільки відповідальність за їхні вчинки ставиться їхнім батькам. На думку Л. І. Божович, можна виділити два критерії особистості, що сформувалася:
  1. Людину можна вважати особистістю, якщо в її мотивах існує підпорядкованість в одному певному сенсі, а саме якщо вона здатна долати власні спонукання заради чогось іншого. У таких випадках кажуть, що суб'єкт здатний до опосередкованої поведінки. Водночас передбачається, що мотиви, стосовно яких долаються безпосередні спонуки, соціально значущі.
  2. Здатність до свідомого керівництва власною поведінкою. Це керівництво здійснюється на основі усвідомлених мотивів-цілей і принципів.

Від першого критерію, другий відрізняється тим, що передбачає саме свідому субпідрядність спонукань. Проста опосередкована поведінка (перший критерій) може мати в своїй основі і стихійно утворену підпорядкованість мотивів, і навіть «стихійну моральність»: людина може не віддавати собі звіту в тому, що змусило її вчинити саме таким чином, і тим не менш зробити морально. Отже, хоча в другій ознаці також мається на увазі непряма поведінка, підкреслюється свідоме опосередкування. Воно передбачає наявність самосвідомості як особливої інстанції особистості.
- Особистість — це індивід, який усвідомлює свою окремішність.

## Біологія
Біологічною основою особистості є теорія, згідно якої, анатомічні структури що знаходяться в мозку, роблять свій внесок у риси особистості. Це пов’язано з нейропсихологією, яка вивчає —  як будова мозку пов’язана з різними психологічними процесами та поведінкою. Наприклад, у людини лобові частини відповідають за передбачення та передчуття, а потиличні частини стосуються обробки зорової інформації. Крім того, певні фізіологічні функції, такі як секреція гормонів, також впливають на особистість. Наприклад, гормон тестостерон важливий для товариськості (комунікабельності), афективності, агресивності та сексуальності.  Крім того, дослідження показують, що вираження рис особистості залежить від обсягу кори головного мозку. 
Також існує плутанина серед деяких психологів, які пов’язують особистість із вдачею (темпераментом). Риси темпераменту, які ґрунтуються на слабкому нейрохімічному дисбалансі в нейромедіаторних системах, є набагато усталенішими, більш послідовними в поведінці і проявляються з раннього дитинства; їх не можливо легко змінити, але можна надолужити поведінкою. На відміну від цього, особливості та риси особистості, є наслідком соціально-культурного розвитку людини і їх можна навчитися та / або змінити. 

## Тлумачення особистості в релігії

### Християнство
З християнської точки зору, особистість є відображенням Божественного образу. Перед кожною особистістю стоїть високий ідеал для наслідування — Син Божий Ісус Христос. Але відповідно до Євангелія людині самотужки неможливо досягнути цього ідеалу. Задля цього Бог послав Сина Свого на світ, щоби Той взяв на Себе гріхи людей. Таким чином людина здобуває спасіння душі або досягає ідеалу своєї особистості через віру в Ісуса Христа як Спасителя.
Православне вчення про особистість ґрунтується на тому, що основою буття є Всемогутній Бог. 

## Формування особистості
Формування особистості — процес соціального розвитку людини, становлення її як суб'єкта діяльності, члена суспільства, громадянина. Виявляється і формується вона в процесі свідомої діяльності й спілкування. Поєднує в собі риси загальнолюдського, суспільно значущого, індивідуального та неповторного.
Відбувається цей процес завдяки засвоєнню гуманітарних дисциплін, виховному впливу сім'ї, школи, суспільства, взаємодії з мистецькими явищами, здатності людини пристосовуватися до зовнішнього оточення, участі у громадському житті, свідомій її підготовці до самостійного дорослого життя.
Цілеспрямоване формування особистості здійснюється в соціальній системі шляхом виховання.